# Dichotomius podalirius
Dichotomius podalirius är en skalbaggsart som beskrevs av Felsche 1901. Dichotomius podalirius ingår i släktet Dichotomius och familjen bladhorningar. Inga underarter finns listade i Catalogue of Life.